# Odontodes aleucella
Odontodes aleucella är en fjärilsart som beskrevs av Embrik Strand 1917. Odontodes aleucella ingår i släktet Odontodes och familjen nattflyn. Inga underarter finns listade i Catalogue of Life.